# Bobes
Bobes (em castelhano) ou Valbona (em asturiano) é uma paróquia civil do (município) de Siero,  na província e Principado das Astúrias. Tem 11,78 km² de área e em 2011 tinha 556 habitantes (densidade: 47,2 hab./km²) em 259 moradias.
Está situada a 8 km da capital municipal, na zona oeste do concelho. Limita a norte com a paróquia de Pruvia, no concelho de Llanera; a nordeste com a de Anes; a sudeste com a de Barreda; a sul com as de Viella e Granda; a sudoeste com a de Lugones; e a oeste com a de Lugo, de novo no concelho de Llanera.

## Localidades
Segundo o gazetteer de 2011 a paróquia é formada pelas povoações de:
- La Belga (casería): 51 habitantes.
- Bobes (aldeia): 218 habitantes.
- Castañera (lugar): 68 habitantes.
- El Conceyín (casería): 83 habitantes.
- La Cuesta (lugar): 8 habitantes.
- Ordoño (lugar): 14 habitantes.
- Balbona (Valbona em asturiano; lugar): 114 habitantes.